# Haimbachia rufifusalis
Haimbachia rufifusalis é uma espécie de mariposa pertencente à família Crambidae. Foi descrita pela primeira vez por Hampson em 1919. Pode-se encontrar no Malawi.